# Euscorpius ossae
Espèce
Synonymes
- Euscorpius carpathicus ossae Caporiacco, 1950

Euscorpius ossae est une espèce de scorpions de la famille des Euscorpiidae.

## Distribution
Cette espèce est endémique de Thessalie en Grèce. Elle se rencontre sur le mont Ossa.

## Description
La femelle décrite par Fet, Soleglad, Parmakelis, Kotsakiozi et Stathi en 2013 mesure 42,30 mm.

## Systématique et taxinomie
Cette espèce a été décrite sous le protonyme Euscorpius carpathicus ossae par Caporiacco en 1950. Elle est placée en synonymie avec Euscorpius carpathicus par Kinzelbach en 1975. Elle est relevée de sa synonymie et élevée au rang d'espèce par Fet, Soleglad, Parmakelis, Kotsakiozi et Stathi en 2013.

## Étymologie
Son nom d'espèce lui a été donné en référence au lieu de sa découverte, le mont Ossa.

## Publication originale
- Caporiacco, 1950 : Le specie e sottospecie del genere Euscorpius viventi in Italia ed in alcune zone confinanti. Atti della Accademia nazionale dei Lincei, Roma, sér. 8, vol. 2, no 4, p. 159-230.